# Björnån, Orsa finnmark
Björnån är en å som rinner ur sjön Tyckeln belägen norr om byn Fågelsjö och den med Fågelsjöån nära belägna och i vattenstånd väl sammanhängande större Fågelsjön, belägen söder om byn Fågelsjö, i Ljusdals kommun, Gävleborgs län men i Orsa finnmark och i landskapet Dalarna. Björnån rinner österut ned till den översta Voxnan, som från överst i Klucksjön ned till forsen Klöverhäll nedströms Malungshed är en historisk gammal och gällande gräns mellan landskapen Dalarna och Hälsingland, därav Björnåns tillhörighet till Orsa finnmark.
Björnån är en av de två största biflödena till övre Voxnan. Medelvattenföringen i utloppet är beräknad till 4,42 m³/s. Björnån rinner ut i Voxnan mellan Björnsjön och Holmsjön och tillför där en för Voxnan betydelsefull volym vatten, ca 83 % av det totala sammanflödet där. Uppströms sammanflödet är Voxnan inte ur flödesvolym sedd en skogsälv utan snarare som vattendrag en mindre eller medelstor å, med ca 0,93 m³/s i medelvattenföring ur Björnsjön eller som i Voxnans inlopp till Klucksjön med beräknad medelvattenföring 0,68 m³/s (enligt SMHIs Vattenwebb, 2019).

## Dämda årsmagasin
De stora två källsjöarna i Björnåns avrinningsområde är den dämda sjön Amsen (med 11 miljoner m³ vattenvolym i årsmagasin, 4 GWh produktionsvolym och 48 % regleringsgrad) i Härjedalen väster om Tyckeln och den likaså dämda sjön Tandsjön (med 10 miljoner m³ vattenvolym i årsmagasin, 4 GWh produktionsvolym och 31 % regleringsgrad) söder om Fågelsjön. Sjöarna  Fågelsjön-Tyckeln är ihopdämda med amplitud 0,91 m i Tyckelns utlopp och har vattenvolymen 9 miljoner m³ i årsmagasin, 3 GWh produktionsvolym och 29 % regleringsgrad.
Den totala kapaciteten vattenvolym i årsmagasin för hela Voxnan och Ljusnan är 1600 miljoner m³ mot bara tillsammans 30 miljoner m³ för de tre dämda sjöarnas årsmagasin uppströms Björnån. Med produktionsvolym menas vattenvolym uttryckt i den elenergi som produceras på denna volym i alla bara nedströms liggande kraftverk i Voxnan-Ljusnan, som för hela Voxnan och Ljusnan är 3800 GWh i årsmedelproduktionen mot tillsammans 11 GWh för de tre årsmagasinen uppströms Björnån. Båda dessa vattenvolymer i årsmagasin uppströms Björnån är alltså i jämförelse av låg och av försumbar betydelse sett för totalvolymer för hela Voxnan och Ljusnan. Med regleringsgrad avses den andel av hela medelårstillrinningen som kan lagras i magasinet uppströms given punkt, beräknat för åren 1960-2010.
Vattenmyndigheterna använder i allmänhet 20 % som gränsvärde för ett "kraftigt modifierat vatten", det vill säga en högre regleringsgrad än 20 % är en hög störning av flödesdynamiken i sjöar och vattendrag, därav är således regleringsgraden ett stort problem för Björnån. Den är 30 % vid åns utlopp till Voxnan, vilket även drabbar Voxnan nedströms. För bra ekologisk funktion i Björnåns huvudfåra krävs förändrad vattenhushållning uppströms, alltså i de dämda sjöarna genom en hydrologisk restaurering till mer naturlig vattenregim. Hela Björnåns vattensystem ingår i riksintresset "Voxnan uppströms Vallhaga med tillhörande käll- och biflöden" som så enligt 4 kap 6 § Miljöbalken är skyddat från ny eller utökad vattenverksamhet.
Sjöarna Amsen, Tandsjön och Tyckeln (därigenom även Fågelsjön) är alltså dämda årsregleringsmagasin med omvänd vattenregim, alltså med högsta urtappningsflöden under vintern. Medförande årets högsta vattenföring i Björnån vintertid och med följden av under vintern urtömda magasin som ska återfyllas, sedan i Björnån medförande liten eller utebliven vårflod och onaturlig lågvattenföring under sommaren och hösten. Alltså en onaturlig och omvänd vattenföring helt skild mot en hydrologisk naturlig vattenregim med lågvattenföring alltid vintertid, högsta vattenföring under vårflod och normal naturligt riklig men vanligen varierande sommarvattenföring, intill sedan ofta förekommande höstflod.
Den omvända vattenregimen medför stora ekologiska störningar och utarmning eller utslagning för stora delar av den biologiska mångfalden i Björnån och på dess stränder.

## Flottning
I slutet av 1860-talet började flottningen regelbundet komma igång successivt uppströms efter övre Voxnan. Flottningen skedde då helt i skogsbolagens egen regi. För Björnån beslutade länsstyrelsen Gävleborg att den skulle bli allmän flottled år 1889, men redan 1876 hade länsstyrelsen gett skogsbolagen rätt att i egen regi använda Björnån som flottled. Troligen hade dock flottning redan börjat något år tidigare i Björnåsystemet utan länsstyrelsebeslut.  År 1892 bildades Björnåns flottningsförening, flottningen i Björnån blev organiserad enligt fastställt flottningsreglemente. Ungefär samtidigt bildades en flottningsförening för Tandsjöån ner till Fågelsjön. Den upphörde dock som egen förening 1901 och ingick därefter i Björnåns flottningsförening.
Även de då övriga uppströms Björnån belägna uppkomna flottlederna kom att ingå i Björnåns flottningsförening. År 1912 sammanslogs Björnåns och Voxnans flottningsföreningar. Voxnans flottningsförening sammanslås sedan med Ljusnans flottningsförening 1934 till Ljusnan-Voxnans flottningsförening. 1955 har utredning visat och anmodat att allt effektivare lastbilstransporter av timmer medfört att flottningen i biflödena skulle ersättas av direktkörning till huvudflottled, vilket medför allt minskad flottning i biflödena av Björnåns typ. Denna utveckling av allt effektivare, mer ekonomiska lastbilstransporter tilltog så att Ljusnan-Voxnans flottningförening nedlades 1967, flottningen i hela flottleden upphörde. Den allmänna flottningen i Voxnan hade redan föreningen innan beslutat att upphöra med efter 1965.
Under de första decennierna av flottning undvek man de svåraste passagerna för flottningen i Björnåns forsar genom att bygga långa ofta höga flottningsrännor av timmer (så kallad timmerränna) vid sidan av ån. Den då naturligt blockstenrika åfåran och för flottning för dåliga standarden på flottningsleden medförde att flottning av timret, som vanligen började så snart islossningen i sjöarna skett, i Fågelsjöområdet vanligen runt den 10 maj, under de första decenniernas flottning efter Björnån och Voxnan till på hösten inte hann längre än till Rullbosjön. Där fick timret övervintra för att nästa vår och sommar flottas vidare.
Senare år, när timmerrännorna på grund av ålder och alltför kostsamt underhåll tjänat ut, och för att undvika besvärliga och tidsödande åkrokar, sprängdes och byggdes i stället genande kanaler i Björnån.
Flottningen var alltså från början och länge under de första decennierna mycket arbetsintensiv, då flottlederna var dåligt upprensade och ej iordningställda. Men efter nära 60 år av brukligt oavbruten flottledsrensning hade Björnån rensats så mycket att det 1934 endast behövdes 44 man för att klara flottningen från Tyckeln ner till Björnåoset och Rullbosjön. Flottledsrensning pågick in i det sista till följd av den då allt tilltagande utkonkurrensen genom lastbilstransporterna. Den sist öppnade kanalen blev den nya flottleden från Nedre Björnåflarken förbi Erikpersflarken på 1950-talet, men då dock mindre än 15 år före flottningens upphörande, först för Björnån och sedan i Voxnan.

## Övrigt
Björnån har omskrivits litterärt i boken "Nådasmulor" utgiven 1968, i kapitlet "Bruset från Björnån". Fiskeberättelserna i kapitlet var skrivna som självupplevda av författaren Hans Lidman, Edsbyn.
År 1975 utgavs samlingsboken "Bruset från Björnån, Berättelser om fiske" med samma kapitel "Bruset från Björnån" som avslutning i boken.